# Leuciris imperata
Leuciris imperata là một loài bướm đêm trong họ Geometridae.